# Windows 1.0
Windows 1.0 este primul mediu de operare cu interfață grafică creat de Microsoft și lansat pe 20 noiembrie 1985. Acesta a fost prima încercare a firmei Microsoft de a implementa o interfață grafică care suporta multi-tasking pe platforma PC. Windows 1.0 a fost de asemenea și primul din seria Windows, apoi succedat de către Windows 2.0 și discontinuat pe 31 decembrie 2001.

## Istoric
- Versiunea 1.02 (mai 1986) - prima versiunea cu suport internațional cuprinzând mai multe limbi europene.
- Versiunea 1.03 (august 1986) - a inclus drivere pentru tastaturile europene, monitoare și imprimante.
- Versiunea 1.04 (aprilie 1987) - a adăugat suport pentru plăcile video VGA pentru computerele IBM PS/2.

În aceeași lună, Microsoft și IBM au anunțat noul sistem de operare OS/2 și programul grafic Presentation Manager, care de fapt trebuiau să înlocuiască atât MS-DOS-ul cât și Windows-ul.
Windows 1.0 a fost înlocuit de către Windows 2.0 în noiembre 1987, dar având suport tehnic timp de 16 ani, până pe 31 decembrie 2001.

### Competiție
Începuturile Windows-ului datează încă din septembrie 1981, cand proiectul era numit "Interface Manager" (manager de intefață). Acesta a fost prima data prezentat publicului pe 10 noiembrie 1983, iar apoi redenumit în "Microsoft Windows"; cei doi ani de întârzierea lansării a fost considerat "vaporware". Prima versiunea anunțată a Windows-ului avea caracteristicile foarte asemănătoare cu intefața sistemului de operare Macintosh, din acest motiv Microsoft a trebuit să schimbe foarte multe dintre acestea: suprapunerea ferestrelor, deși suportată de motorul grafic, nu era permisă din cauza acestui lucru. Anunțarea sistemului de operare Windows în 1985, probabil a contribuit la scăderea vânzării mediului VisiOn al companiei VisiCorp care a debutat în același timp. Totuși, când Windows 1.0 a fost lansat nu a atras prea mult interes.
O altă interfață grafică pentru platforma PC în acel an a fost GEM. Acesta avea multe aspecte ale interfeței grafice Macintosh, de exemplu conceptul de coș de gunoi (care mai târziu a fost implementat și la versiunile următoare de Windows) și în general interacțiunea cu desktop-ul. GEM a fost eventual folosit ca interfața grafică standard pentru computerele de 68k din gama ST a lui Atari, care erau de obicei numite "Jackintosh-uri" (deoarece Jack Tramiel era liderul companiei). GEM a fost de asemenea inclus cu Amstrad PC1512, probabil primul PC bazat pe 8086 creat pentru a fi folosit de utilizatorii normali și a fost vândut împreună cu televizoarele și mașinile de spălat la magazinele de aparate casnice. Asemănarea interfețelor dintre GEM și Mac OS a cauzat probleme legale pentru producător, Digital Research, care a fost obligat să schimbe serios aspectul și funcționalitatea (deși aplicațile nu au fost afectate).
GEM se baza pe multi-tasking-ul sistemului de operare care îl găzduia (caracteristică lipsă a DOS-ului), așa că utilizatorul trebuia să închidă un program pentru a rula altul.
O alternativă cu suport de multi-tasking a fost DESQview, un succesor al eșuatului TopView (1984) de către IBM. Chiar dacă nu avea o interfață grafică inițial, era capabil de a rula mai multe aplicați DOS în același timp.
Cota de piață a Windows-ului 1.0 a crescut foarte încet. Primele versiune de Windows ale Microsoft Excel-ului și alte aplicați aveau incluse o versiune de minimală a Windows-ului, probabil pentru a crește vânzările aplicaților și pentru a putea testa Windows-ul fară nici un cost adițional.
Macintosh-ul a rămas platforma preferată în special pentru grafică și DTP. Deși Aldus PageMaker a fost lansat în luna ianuare din anul 1987 cu un executabil pentru Windows, acesta avea un suport relativ slab comparativ cu versiunea pentru Mac, și prețul abrupt de $795.
Alte aplicații de tip shell pentru MS-DOS erau Norton Commander, PC Tools, XTree, DOS Shell și DOS Menu (la versiunea MS-DOS 4.0). Aceste aplicații încercau să fie programe de organizare și bazate pe meniuri, dar nu încercau să fie un shell cu desktop.

## Caracteristici
Windows 1.0 avea capacitați limitate de multi-tasking pentru programele existente de MS-DOS și era concentrat pe crearea unui paradigm de interacțiunea (de exemplu: sistemul de mesaje), un model de execuție și un API stabil pentru programele native. Datorită suportului extensiv al Microsoft-ului pentru compatibilitate, programele create pentru Windows 1.0 se pot rula și pe versiunile curente de Windows, și pot sursa lor poate fi recompilată într-o aplicație "modernă" doar cu câteva modificări minore.
Windows 1.0 este de adesea considerat ca fiind "fața" sistemului de operare MS-DOS. Windows 1.0 este de fapt un program de MS-DOS. Programele create în Windows 1.0 pot apela funcțiile MS-DOS-ului, și programele cu interfață grafică pot fi rulate tot ca executabilele de MS-DOS. Totuși, executabilele de Windows aveau un nou format numit "new executable" (NE), care putea fi procesat doar de către Windows. Aplicațiile trebuiau să modifice memoria doar prin sistemul de management al memoriei propriu al Windows-ului, care implementa memoria virtuală, astfel putând rula aplicați mai mare decât RAM-ul disponibil.
Deoarece suportul grafic în MS-DOS este extrem de limitat, aplicațiile acestuia trebuie să se folosească de hardware (și chiar de BIOS) pentru a funcționa. De aceea, Windows 1.0 includea drivere originale pentru plăcile video, mouse, tastaturi, imprimante și comunicații prin portul serial. Aplicațiile nu trebuiau decât să apleze API-ul dezvoltat pe aceste drivere. Acesta s-a extins ajungând și la alte capabilități precum management-ul de fișiere. În acest sens Windows 1.0 a fost extins într-un sistem de operare emancipat, ci nu doar un mediu grafic folosit de aplicații. Într-adevăr, Windows 1.0 era "fața DOS-ului" și nu putea opera fară un mediu DOS (folosea, de exemplu funcțiile de fișiere date de DOS). Nivelul înlocuirii acestuia crește la versiunile ulterioare.
Cerințele de sistem pentru Windows 1.01 era o placă CGA/HGC/EGA ("monitor monocrom sau color"), MS-DOS 2.0, 256kb de memorie și o unitate de floppy sau hard disk.
Windows 1.0 rulează un shell numit MS-DOS Executive. Alte programe incluse sunt Calculator, Calendar, Cardfile, Clipboard Viewer, Clock (Ceas), Notepad, Paint, Reversi, Terminal și Write.
În Windows 1.0 ferestrele nu se pot suprapune. În locul acestuia se împart pe ecran. Doar ferestrele dialog pot apărea peste alte ferestre.
Executabilele de Windows 1.0, chiar dacă au aceeași extensie ca cele normale de MS-DOS (.exe) nu pot fi rulate înafara Windows-ului, acestea afișând pe ecran mesajul "programul este prea mare pentru a încăpea în memorie" ("program too large to fit in memory").
Încă de la început, intenția Windows-ului era cea de multi-tasking iar versiunile anterioare înainte de a fi lansat aveau bara de meniu plasată în partea de jos a aplicației, precum și în celelalte aplicații dezvoltate de Microsoft precum Word și Multiplan, dar acest lucru a fost schimbat înainte de a fi lansat.